# Comunitat de comunes del Pays de la Zorn
La Comunitat de comunes del Pays de la Zorn (oficialment: Communauté de communes du pays de la Zorn) és una Comunitat de comunes del departament del Baix Rin, a la regió del Gran Est.
Creada al 1996, està formada 21 municipis i la seu es troba a Hochfelden.

## Municipis
1. Alteckendorf
2. Bossendorf
3. Duntzenheim
4. Ettendorf
5. Geiswiller-Zœbersdorf
6. Grassendorf
7. Hochfelden
8. Hohfrankenheim
9. Ingenheim
10. Issenhausen
11. Lixhausen
12. Melsheim
13. Minversheim
14. Mutzenhouse
15. Ringeldorf
16. Scherlenheim
17. Schwindratzheim
18. Waltenheim-sur-Zorn
19. Wickersheim-Wilshausen
20. Wilwisheim
21. Wingersheim les Quatre Bans